# John Ronald Gower
John Ronald Gower (Nairobi, 7 aprile 1912 – Aldeburgh, 18 novembre 2007) è stato un ufficiale inglese.
Capitano di vascello della Royal Navy, veterano della seconda guerra mondiale dove prese parte a numerose azioni navali tra cui, l'evacuazione delle truppe anglo-francesi da Dunkerque (Operazione Dynamo) l'attacco alla nave da battaglia Tirpitz (Operazione Tungsten) e poi allo sbarco in Normandia, dove la sua unità coprì con il fuoco dei propri cannoni lo sbarco delle truppe sulla spiaggia "Sword". Nel dopoguerra partecipò, al comando del cacciatorpediniere Diana ad un esperimento di navigazione in acque contaminate dal Fallout nucleare di ben due esplosioni nucleari, le Operazioni Mosaic I e II. Dopo il pensionamento fu molto attivo nel tentativo di far riconoscere dal governo inglese ai propri uomini,  un indennizzo per la loro esposizione agli esperimenti nucleari.

## Biografia
Nacque il 7 aprile 1912 a Nairobi (Kenya), dove il padre ricopriva a quel tempo l'incarico di giudice nelle colonie inglesi.
Si arruolò nella Royal Navy nel 1926 entrando come cadetto nel Royal Naval College di Dartmouth, imbarcandosi poi, tra il 1929 e il 1932, come guardiamarina sull'incrociatore pesante Shropshire, appartenente al 1st Cruiser Squadron della Mediterranean Fleet, e poi sul cacciatorpediniere Boadicea. Tra il 1932 e il 1933 seguì il corso ufficiali, da cui uscì con il grado di sottotenente di vascello per imbarcarsi sulla nave da battaglia Barham, dove rimase fino al 1935 quando si trasferì, come tenente di vascello, sulla nave da battaglia Queen Elizabeth, nave ammiraglia della Mediterranean Fleet. Nel 1937 fu assegnato come ufficiale divisionale, alla HMS St. Vincent, scuola di addestramento situata a Gosport, rimanendovi fino allo scoppio della seconda guerra mondiale, nel settembre 1939.

### La seconda guerra mondiale
Nel giugno del 1940 prese parte all'evacuazione delle truppe inglesi e francesi da Dunkerque imbarcato sul dragamine Albury, passando quindi a prestare servizio a bordo della nave mercantile requisita  Mytilus. Questa era una delle quattro navi cisterna da impiegare nella prevista Operazione Lucid. Tali navi erano state caricate con tonnellate di combustibile e, dotate di esplosivi a tempo, dovevano entrare nei porti occupati della Francia e del Belgio, dove i tedeschi stavano allestendo la flottiglia d'invasione, per essere fatte saltare in aria nel tentativo di distruggere le chiatte già assemblate. Tra il 1941 e l'aprile 1942 fu imbarcato sul cacciatorpediniere Bedouin, passando poi al comando del cacciatorpediniere Winchester. Nel 1943 assunse il comando del cacciatorpediniere Swift, una unità armata con i nuovi cannoni da 114 mm,  inquadrata nella 23rd Flotilla, formata da navi inglesi e norvegesi, impiegata nella scorta ai convogli  diretti in Unione Sovietica attraverso il Mare Artico.
Nel febbraio 1944 partecipò alle ricerche del sommergibile Stubborn  lungo le coste della Norvegia. Il sottomarino era stato gravemente danneggiato mentre stava ricaricando le batterie in superficie, e dopo aver individuato l'unità egli riuscì a prenderla a rimorchio trainandola verso la Gran Bretagna. Nonostante gli attacchi aerei subiti l'operazione si rivelò un successo. Nel mese di aprile prese parte alla Operazione Tungsten, l'attacco alla nave da battaglia tedesca Tirpitz, che si nascondeva nei fiordi norvegesi.
Con la sua unità il 6 giugno partecipò alla fasi dello sbarco in Normandia,  bombardando obiettivi nemici sulla spiaggia "Sword", ma il 23 dello stesso mese, di ritorno da una missione di caccia notturna ad alcune S-Boot, lo Swift urtò una mina acustica che esplose provocando l'affondamento della nave in acque basse. Per le azioni compiute durante le fasi del D-Day fu insignito della Distinguished Service Cross. Assunto il comando del cacciatorpediniere Orvell  continuò a pattugliare il Canale della Manica, riprendendo poi a scortare convogli nel Mar Artico. Nel gennaio 1945 partecipò all'Operazione Spellbinder, il ritorno delle unità della Royal Navy nella acque meridionali della Norvegia, ancora considerate nemiche.

### L'attività nel dopoguerra
Dopo la fine della seconda guerra mondiale servì come ufficiale di corso presso il Royal Naval College di Dartmouth, e poi a Eaton Hall, nel periodo 1945-1946. Tra il 1947 e il 1948 fu imbarcato sulle navi da battaglia King George V e Duke of York, divenendo poi vicecomandante dell'incrociatore scuola Devonshire tra il 1949 e il 1951, e comandante del Royal Naval College di Greenwich tra il 1951 e il 1953.
Fu direttore della Scuola addestramento motosiluranti di Portsmouth tra il 1954 e il 1955,  assumendo poi il comando del cacciatorpediniere Diana con un incarico speciale. In quegli anni la Gran Bretagna stava conducendo una serie di esperimenti nucleari nell'emisfero australe, compresi alcuni nelle isole di Montebello, ad ovest dell'Australia.  Per valutare gli effetti della navigazione sotto un attacco nucleare fu richiesto che il Diana entrasse nella zona di fallout radioattivo di ben due esplosioni atmosferiche, denominate in codice Operazione Mosaic I (16 maggio) e Mosaic II (19 giugno 1956). Le autorità inglesi avevano bisogno di tutte le informazioni possibili sugli effetti di un'esplosione nucleare all'idrogeno, e alla nave fu fornito il miglior materiale esistente all'epoca. Di ritorno dalla campagna le autorità australiane negarono al Diana il permesso di attraccare a Fremantle, in quanto consideravano la nave estremamente contaminata. Durante la crisi di Suez partecipò all'affondamento della fregata egiziana Domiat nel Mar Rosso, avvenuto il 1 novembre 1956.

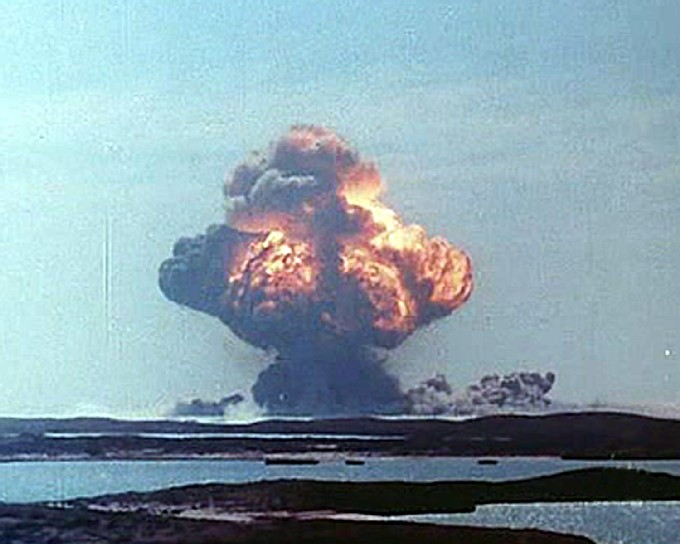
Il test nucleare Mosaic II del 19 giugno 1956.

Servì sul Diana, confinato nelle più remote stazioni navali britanniche, per altri due anni, e la sua carriera militare ne risentì. Ricoprì poi l'incarico di addetto navale all'Ambasciata britannica di Santiago del Cile (1958-1960) e comandò poi la scuola d'addestramento HMS Gange (1960-1962) di Shotley, fino a che si ritirò dal servizio attivo, il 28 agosto 1962.  Andò a vivere in Scozia, dove lavorò per sette anni con Sir Billy Butlin prima di aprire negozio di vendita caravan a Belmont, presso Ayr. Stabilitosi successivamente a Aldeburgh, Suffolk, si spense nel novembre 2007.

### Nei media
Lo scrittore John Winton, vero nome John Pratt (1931-2001), un ex capitano di corvetta della Royal Navy che lavorò come necrologista presso il The Daily Telegraph per quattordici anni,  che fu allievo di John Gower, prese la sua figura a modello per il personaggio del Lieutenant-Commander Robert Badger, protagonista dei romanzi a fumetti della serie We Joined the Navy. Il personaggio di Robert Badger, nella trasposizione cinematografica di We Joined the Navy (1963), fu interpretato dall'attore Kenneth More. Tra il 1929 e il 1932 scrisse anche i tre volumi della serie Midshipman's journal's.

### Annotazioni
1. ↑  Nel corso del tempo circa due terzi dell'equipaggio morirono a causa di questo fatto, e i superstiti furono colpiti da grande una varietà di malattie legate all'esposizione alle radiazioni.
2. ↑  Suo fratello Derek rimase ucciso nella seconda guerra mondiale durante lo sbarco in Normandia, mentre l'altro fratello Dicky divenne padre di David, futuro capitano giocatore della nazionale inglese di cricket.
3. ↑  Un antenato della famiglia, l'esploratore ed ufficiale Erasmus Gower, vissuto nel diciottesimo secolo, fu imbarcato sullo sloop Swift che fece naufragio a Puerto Deseado, sulle coste della Patagonia, il 13 marzo 1770. Sette anni prima egli aveva circumnavigato il globo terrestre insieme a "Foul Weather Jack" Byron, nonno del poeta George Gordon.
4. ↑  Tra questi convogli vi furono gli JW57 e RA47 che effettuarono la traversata in condizioni meteorologiche definiti impossibili ("impossible weather conditions").
5. ↑  Assistette all'affondamento del cacciatorpediniere norvegese Svenner da parte di un siluro, e nonostante il divieto di abbandonare la posizione o di mettere a mare le scialuppe di salvataggio lasciò andare alla deriva la sua nave riuscendo così a salvare 80 membri dell'equipaggio. Lo Svenner fu la prima nave alleata ad essere affondata la mattina del 6 giugno.
6. ↑  Si trattava di una unità appartenente alla 17th Flottila della Home Fleet.
7. ↑  Durante questa operazione fu menzionato per due volte nei dispatches (dispacci) dell'Ammiragliato.
8. ↑  Nel corso del 1948 si sposò con la signorina Aimée Joan Winder che gli diede quattro figli, due maschi e due femmine. La signora Aimée Joan si spense nel 2000.
9. ↑  Una da 15 e una da 60 kiloton
10. ↑  Allora non vi erano, però, gli speciali indumenti protettivi essenziali.
11. ↑  Tali romanzi furono scritti con lo pseudonimo di  "The Artful Bodger".

### Fonti
1. 1 2 3 4 5 6 7 8  Ian Wright, Captain John Gower, The Daily Telegraph, 29 july 2014.
2. ↑  Colledge, Warlow 2006, p. 43.
3. ↑  Colledge, Warlow 2006, p. 31.
4. ↑  Colledge, Warlow 2006, p. 283.
5. ↑  Colledge, Warlow 2006, p. 9.
6. ↑  Colledge, Warlow 2006, p. 35.
7. ↑  Colledge, Warlow 2006, p. 387.
8. 1 2  Colledge, Warlow 2006, p. 341.
9. ↑  Colledge, Warlow 2006, p. 335.
10. ↑  Colledge, Warlow 2006, p. 252.
11. ↑  Colledge, Warlow 2006, p. 188.
12. ↑  Colledge, Warlow 2006, p. 104.
13. ↑  Colledge, Warlow 2006, p. 96.
14. ↑  Colledge, Warlow 2006, p. 97.
15. 1 2  Zeb 2006, pp. 205-219.
16. 1 2  Robert S. Norris, Andrew S. Burrows, Richerd W. Filedhouse, Nuclear Weapons Databook, Vol. 5: British, French, and Chinese Nuclear Weapons, Westview Press, Boulder, 1994.